# Nicolosi Productions
Nicolosi Productions is een Italiaans platenlabel, in 1997 opgericht door de broers Pino Nicolosi en Lino Nicolosi. De gebroeders Nicolosi waren groepsleden van de Italiaanse smooth jazz-band Novecento.
Het label brengt muziek uit in verschillende genres, waaronder jazz, soul, funk en Italiaanse popmuziek. Artiesten die op het label uitkwamen zijn onder meer Al Jarreau, Billy Cobham, Billy Preston, Chaka Khan, Dominic Miller, Eumir Deodato, Stanley Jordan en Sting.

## Discografie (selectie)

### Albums
- 1997: Billy Preston – You and I
- 2001: Billy Cobham – Drum 'n' Voice (Just Groove/Nicolosi)
- 2002: Novecento – Featuring...
- 2004: Danny Gottlieb – Back to the Past (Jazz/Nicolosi)
- 2004: Novecento feat. Stanley Jordan – Dreams of Peace
- 2006: Billy Cobham –Drum 'n' Voice Vol. 2 (Just Groove/Nicolosi)
- 2007: Randy Crawford – Live in Zagreb (Just Groove/Nicolosi)
- 2008: Novecento – Secret (joint Just Music/Nicolosi)
- 2009: Billy Cobham – Drum 'n' Voice Vol. 3 (Soul Trade/Nicolosi)
- 2009: Novecento feat. Dominic Miller – Surrender (Just Groove/Jusi Music /Soul Trade)
- 2010: Eumir Deodato – The Crossing (Nicolosi/Soul Trade)
- 2011: Billy Cobham – Drum 'n' Voice vols. 1-2-3 (3-CD Collection)

### Songs
- 2005: Sting – "Lullaby to an Anxious Child"
- 2010: Chaka Khan – "Alive" (Nicolosi/Soul Trade)
- 2010: Al Jarreau – "Double Face"
- 2012: Patti Austin – "Practice What You Preaching"[2]